# Big Society
 (octobre 2012).
The Big Society (« grande société ») était l'idée politique phare du programme électoral du Parti conservateur britannique en 2010. Elle fait désormais partie du programme législatif de l'accord de coalition entre les conservateurs et les démocrates libéraux. Le but affiché de cette idée est de créer un climat qui donne des moyens d'action aux communautés locales et aux personnes, créant une « grande société » qui reprendra le pouvoir accaparé par les hommes politiques et le rendra aux citoyens. Tandis que certains ont bien accueilli cette idée, ses objectifs ont été mis en doute par d'autres commentateurs politiques. Elle a été décrite par l'archevêque de Canterbury Rowan Williams comme « un verbiage destiné à cacher un retrait profondément préjudiciable de l’État de ses responsabilités envers les plus vulnérables ».
Le concept de Big Society ne s'applique qu'à la politique en Angleterre. Ces domaines de compétence sont décentralisés en Irlande du Nord, en Écosse et au pays de Galles et relèvent donc dans ces régions de la responsabilité de l'Exécutif nord-irlandais, du Gouvernement écossais et du Gouvernement gallois respectivement.

## Contexte
L'idée fut lancée par le programme conservateur de 2010 et décrite par le Times comme « une tentative remarquable de refonder le rôle du gouvernement et de libérer l'esprit entrepreneurial. » Nat Wei, l'un des fondateurs de l'association Teach First fut nommé par David Cameron pour conseiller le gouvernement sur le programme Big Society.
Le programme comprend la création d'une Big Society Bank et d'un service civique national. Les priorités annoncées consistent en :
1. Donner plus de pouvoirs aux communautés (localisme et décentralisation);
2. Encourager les personnes à s'engager activement dans leur communauté (bénévolat);
3. Transférer des compétences du gouvernement central vers les autorités locales;
4. Soutenir les coopératives, les mutuelles, les associations charitables et les entreprises sociales;
5. Publier les données publiques (open government).

Ce programme est soutenu par un réseau, le Big Society Network, dont le principe est de "générer, développer et mettre en valeur de nouvelles idées pour aider les personnes à se rassembler dans leurs quartiers pour faire de bonnes choses."
La Big Society a quelques points communs avec l'idée d'engagement solidaire (rentmeesterschap) développée par le parti chrétien-démocrate néerlandais CDA.

## Lancement en juillet 2010
À la suite de l'élection générale de 2010, David Cameron relança l'initiative le 19 juillet 2010 avec un discours prononcé la Liverpool Hope University, accompagné par le scénariste et producteur de télévision Phil Redmond.

### Zones d'expérimentation
Quatre zones d'expérimentation (vanguard areas) furent sélectionnées :
- Liverpool, Merseyside (la zone se retira de l'expérimentation en février 2011);
- Eden, Cumbria;
- Sutton, Grand Londres;
- Windsor and Maidenhead, Berkshire.

## Évolution en 2011
En 2011, d'importantes banques britanniques consentirent à ajouter 200 millions de livres sterling à la Big Society Bank en plus des fonds récoltés sur les comptes bancaires dormants. David Cameron écrivit qu'il aurait « préféré voir plus de gros titres positifs sur la « Big Society » mais [était] très optimiste quant au torrent de papier journal consacré à ce sujet » et que « la Big Society vise à changer la façon dont le pays est dirigé. Assez d'un gouvernement traitant chacun comme un enfant... traitons les adultes comme des adultes et donnons-leur plus de responsabilité sur le cours de leur vie. » Des informations indiquent que le gouvernement britannique se prépare à débloquer 78 milliards de livres sterling d'actifs d'utilité publique pour la Big Society et à accorder jusqu'à 25 % des contrats de service public aux secteurs privé et bénévole. Mais Ed Miliband critiqua le projet dans son ensemble en déclarant que la Big Society est une « cape pour un État minimal ».
Nat Wei, qui avait été nommé conseiller du gouvernement pour la Big Society, démissionna le 24 mai 2011 et Shaun Bailey et Charlotte Leslie furent mutés au Cabinet Office pour travailler sur le projet.
Sir Stephen Bubb accueillit favorablement l'idée de Big Society mais se dit préoccupé par la réduction des subventions publiques aux organisations philanthropiques et, plus tard, décrivit l'idée comme étant « une épave » tandis que Brendan Barber dit que cela signifiait que « la société idéale [selon David Cameron] était la Somalie. »
- (en) Cet article est partiellement ou en totalité issu de l’article de Wikipédia en anglais intitulé « Big Society » (voir la liste des auteurs).